# Castillo de Venngarn

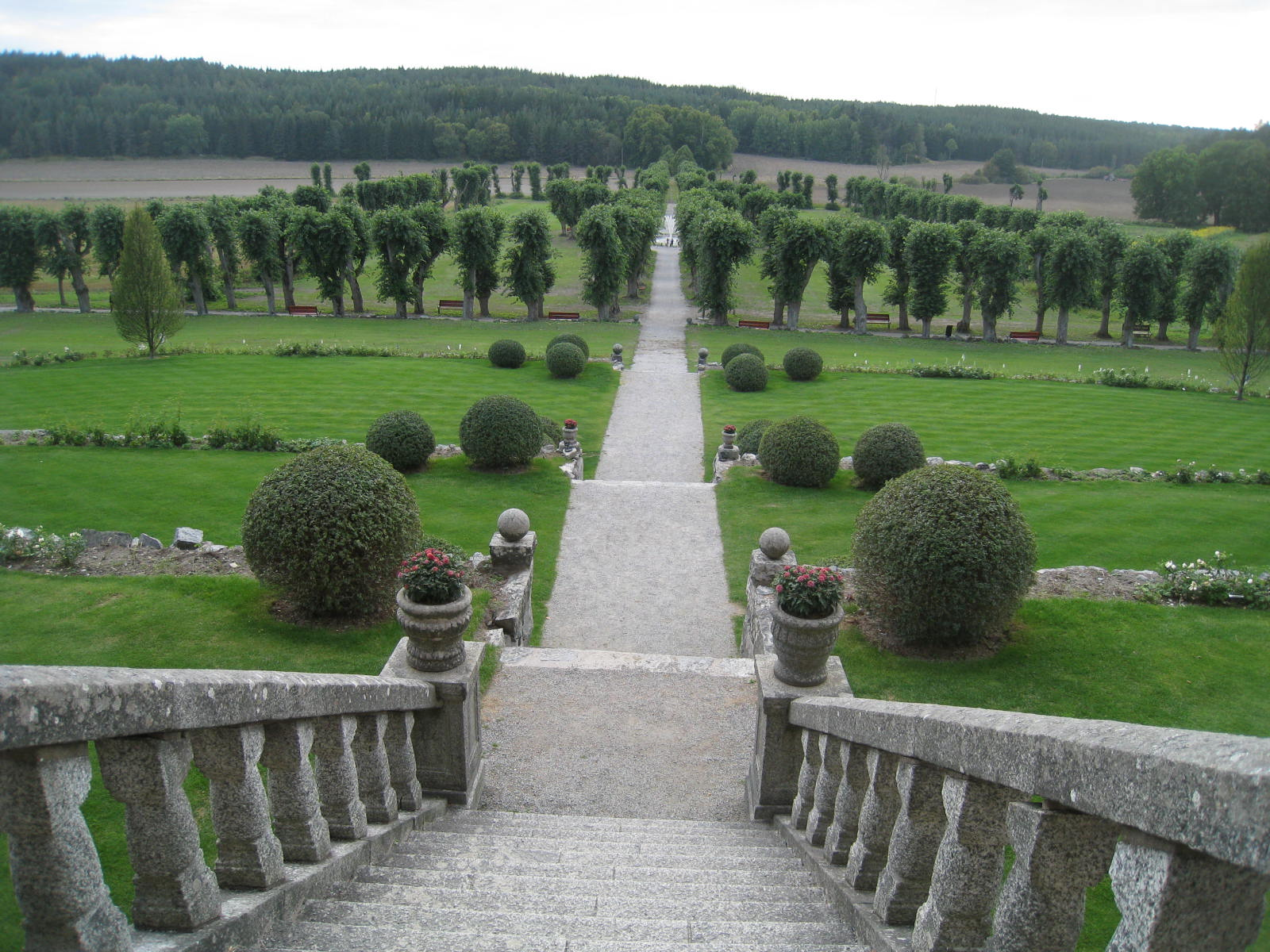
El jardín barroco del Castillo de Venngarn.

El Castillo de Venngarn (en sueco: Venngarns slott) es un castillo en Suecia. Se localiza al norte de la ciudad de Sigtuna, en Uppland.

## Historia
Venngarn era conocida al menos desde el siglo XIII. Durante el siglo XV, la finca fue propiedad de la familia noble Banér. En 1441, fue dada a Cecilia Haraldsdotter (Gren) tras su matrimonio con un miembro de la familia Banér: fue heredado por su hija Sigrid Eskilsdotter (Banér), la abuela materna del rey Gustav Vasa de Suecia, y a través de ella pasó a formar parte de la casa real en 1555. En 1568, fue dado a la Princesa Sofía de Suecia tras su matrimonio y sirvió como su residencia junto al Castillo de Ekolsund: durante la década de 1590, la finca fue a menudo utilizada por su hijo adulto Gustavo de Sajonia-Lauenburgo (1570-1597).
Venngarn fue vendido al conde Frans Berendt von Thurn en 1619, y comprada por Magnus Gabriel De la Gardie  (1622-1686) en 1653. El castillo fue mayormente construido en 1670 por Magnus Gabriel De la Gardie en colaboración con el arquitecto Jean de la Vallée.
El Castillo de Venngarn fue confiscado por la corona durante la Reducción de Carlos XI y desde 1686 ha sido alquilado por la corona. Entre 1916-1997, sirvió como institución para la rehabilitación de personas con alcoholismo, y desde 1997, sirve como centro de salud.